# Skenkelsø
Skenkelsø er en tidligere landsby i Jørlunde Sogn (tidligere Jørlunde Herred, Frederiksborg Amt).

## Historie
Skenkelsø landsby bestod i 1682 af 14 gårde. Det samlede dyrkede areal udgjorde 497,6 tønder land skyldsat til 127,53 tønder hartkorn. Dyrkningsformen var trevangsbrug.
Da jernbanen til Frederikssund blev anlagt i 1879, blev Ølstykke Station placeret i Udlejre ejerlavs nordøstligste hjørne, lige udenfor Skenkelsø ejerlavs sydøstlige rand. Tidligt begyndte en stationsby at vokse frem, og denne bredte sig også nordpå langs landevejen.
Uden forbindelse med stationsbyen blev i 1960-erne udstykket et mindre villakvarter i Skenkelsø.